# Popis hrvatskih veleposlanika u Armeniji
Republika Hrvatska i Republika Armenija održavaju diplomatske odnose od 8. srpnja 1996. Sjedište veleposlanstva je u Ateni.

## Veleposlanici
Hrvatska nema rezidentno veleposlanstvo u Armeniji. Veleposlanstvo Republike Hrvatske u Helenskoj Republici pokriva Armeniju, Cipar i Gruziju.
| Veleposlanik             | Postavljenje        | Opoziv              | Sjedište |
| ------------------------ | ------------------- | ------------------- | -------- |
| Ivica Maštruko           | 18. travnja 1995.   | 30. studenoga 1996. | Atena    |
| Đorđe Pribičević         | 5. prosinca 1997.   | 1. kolovoza 1999.   | Atena    |
| Daniel Bučan             | 29. rujna 1999.     | 31. kolovoza 2003.  | Atena    |
| Tatjana Kralj Draganić   | 2. listopada 2003.  | 30. lipnja 2004.    | Atena    |
| Neven Madey              | 26. travnja 2005.   | 9. rujna 2008       | Atena    |
| Vesna Cvjetković Kurelec | 9. veljače 2009.    | 29. ožujka 2012.    | Atena    |
| Ivan Velimir Starčević   | 21. studenoga 2012. | 31. kolovoza 2017.  | Atena    |
| Aleksandar Sunko         | 9. veljače 2018.    |                     | Atena    |

## Vanjske poveznice
- Armenija na stranici MVEP-a